# Goli Bolívar
Bolívar Desnudo ali Goli Bolívar je spomenik, ki sta ga izdelala mojster Rodrigo Arenas Betancourt in inženir Guillermo González Zuleta, in stoji na Plaza de Bolívar v kolumbijskem mestu Pereira.
Spomenik je bil slovesno odprt avgusta 1963 ob stoletnici mesta. Za njegovo pripravo je mojster Arenas januarja 1958 podpisal pogodbo z županom Pereire Lázarom Nichollsom za 300.000 $.
Tehta 14 ton in je bil ulit v bron v delavnici Abrahama Gonzáleza Holguína v Mehiki in kasneje prepeljan z ladjo iz pristanišča Acapulco.
Čeprav je bilo delo sprva predmet polemik, je trenutno simbol glavnega mesta departmaja Risaralda.

## Opis in zgodovina
Skulptura Goli Bolívar je prispela v Pereiro ob stoletnici mesta, maja 1963. Njen avtor, mojster Rodrigo Arenas Betancourt, je to delo v bronu opisal kot »Bolívar-Prometej«, simbol svobode. To je edina predstavitev Simóna Bolívarja brez oblačil, meča ali medalj na svetu.
Plaza de Bolívar je že dobil ime osvoboditelja, tako kot velika večina osrednjih trgov v Kolumbiji, vendar je manjkala skulptura Bolivarja.
Pred prihodom dela, ki bi mestu dalo identiteto, naj bi na Plaza de Bolívar umestili tradicionalno konjeniško skulpturo osvoboditelja v vojaški obleki. Kako drugačna bi bila identiteta Pereirane, če bi ta ideja uspela.
Ko je skulptura prispela v Pereiro je takoj postala emblem mesta. Gre za Bolivarja, ki galopira naprej in dviguje ogenj, brez medalj ali mečev, brez oblačil. Skulptura odmeva različne diskurze, ki so krožili v Pereiri okoli ideje svobode: El Bolívar prikliče pluralizem in svobodomiselnost, ki sta zaznamovala zgodovino mesta; namiguje tudi na željo Pereircev, da bi dosegli večjo upravno avtonomijo in utrdili identiteto, drugačno od identitete Manizalitasov (občutje, ki je spodbudilo ustanovitev oddelka Risaralda le 3 leta pozneje); in končno, ker je bila zasnovana v zadnji fazi vojaškega režima Gustava Rojasa Pinille, je skulptura predstavljala kritiko zlorabe oblasti.
Poleg tega, da je označevalo svobodo, je golo telo dajalo tudi sporočilo enakosti, dejstvo, ki je sprožilo veliko polemik. Nekatere akademije zgodovine in Bolivarsko društvo so goloto obravnavale kot žalitev dobrega imena heroja neodvisnosti, saj je bil predstavljen kot človek, ki je enak vsem drugim. Danes so razprave o Bolívarjevi goloti opuščene, delo pa po drugi strani še naprej ostaja insignija Pereirinega duha svobode. Ni presenetljivo, da je to najbolj fotografirana skulptura v mestu.
Kronologija izdelave in kipa:
Leta 1955 sta mojster Arenas in župan Pereire Lázaro Nicholls začela razgovor, da bi postavili Bolivarja na Plazo. »Hočemo drugačnega Bolivarja«. Podpisana je bila pogodba za izdelavo modela za 3000 pesosov. Leta 1956 Arenas razkrije model in po pripombah leta 1958 podpiše pogodbo za izdelavo kipa. Delo je potekalo v Mehiki. Društvo za javne izboljšave predlaga izvedbo civilne akcije za zbiranje sredstev za plačilo dela. Leta 1960 Arenas oblikuje poslikavo, ki je na Carrera 6 in Calle 20, v stari stavbi socialne varnosti. Začne se razprava o lokaciji spomenika; Arenas zagovarja, da se kip postavi na Plaza de Bolívar in ne v parku Olaya Herrera, kamor so ga zaradi velikosti želeli postaviti drugi.
Leta 1963 El Bolívar Desnudo pride v dveh delih iz Acapulca v Mehiki. Z ladjo potuje v Buenaventuro, kjer ga z vlakom prepeljejo do železniške postaje v parku Olaya Herrera. Obkrožen z množico gledalcev ga prepeljejo na Calle 19 do Plaza de Bolívar. Prišel je z zlomljeno nogo, zato ga je bilo treba spajkati.
Transkripcija fragmenta besed Arenasa Betancourta v intervjuju za časopis El Espectador, Bogotá, 30. avgust 1963.
»Ni bilo lahko najti kompozicije, forme, ki bi sama po sebi izražala svobodo, let, ogenj ... Skice so si sledile, izpopolnjevale in konkretizirale idejo. Po tej poti sem prišel do modela, do končne zasnove, ki je bila dokončno izvedena in prenesena v bron.
Mož je ostal gol, takšen kot Kristus na konju. Goli konj, gol ogenj - kot v rokah Prometeja - razgali zastave. Nič več, nič manj kot Prometej: človek, ki z ognjem leti nad zver in čez gore, kjer ljudje spijo in rojevajo. Slepi iščejo svetlobo. Sužnji, ki iščejo svobodo Bolívar-Prometeo. Bolívar-tempestad. Bolivar-ogenj. Takšen je moj kip. Vojne za neodvisnost niso bile nič drugega ... hrepenenje po svobodi vedeti, živeti, ustvarjati.«